# Sergei Margazki
Sergei Margazki (* 13. Dezember 1965) ist ein ehemaliger kasachischer Skilangläufer.
Margazki holte bei den Nordischen Skiweltmeisterschaften 1993 in Falun mit dem 27. Platz über 50 km Freistil seine einzigen Weltcuppunkte. Zudem kam er dort zusammen mit Nikolai Iwanow, Pawel Rjabinin und Andrei Newsorow auf den 13. Rang in der Staffel. Bei den Olympischen Winterspielen 1994 in Lillehammer belegte er den 45. Platz über 50 km klassisch.